# Ryan Robinson (giocatore di football americano)
Ryan Robinson (Charleston, 9 dicembre 1990) è un giocatore di football americano statunitense che milita nel ruolo di defensive end per i Seattle Seahawks della National Football League (NFL). Al college giocò a football alla Oklahoma State University.

## Carriera professionistica

### Oakland Raiders
Il 13 maggio 2013, Robinson firmò un contratto triennale del valore di 1,486 milioni di dollari come free agent con gli Oakland Raiders, dopo non essere stato scelto nel draft NFL 2013. Debuttò come professionista il 15 settembre 2013 contro i Jacksonville Jaguars. Chiuse la stagione giocando 11 partite con 4 tackle totali.

### Seattle Seahawks
Nel 2014, Robinson firmò per fare parte della squadra di allenamento dei Seattle Seahawks.

## Statistiche
| Partite totali      | 11 |
| Partite da titolare | 0  |
| Tackle totali       | 4  |
| Sack                | 0  |
| Intercetti fatti    | 0  |
| Fumble forzati      | 0  |

Statistiche aggiornate alla stagione 2015